# مخطوطة فلورنسا للشاهنامه

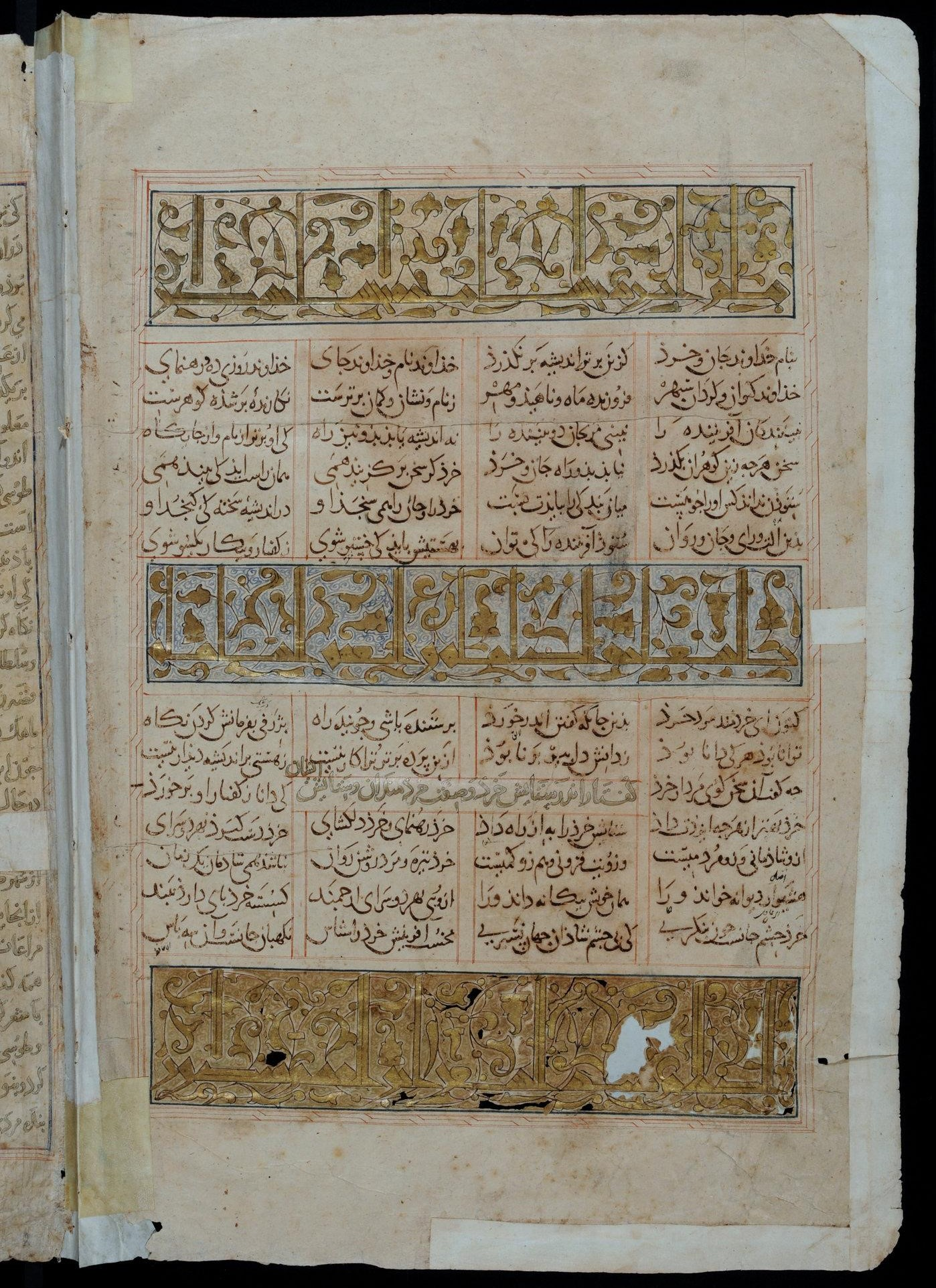
صفحة من شاهنامه فلورنسا

مخطوطة فلورنسا للشاهنامه هي أقدم مخطوطة باقية من الشاهنامه التي كتبها الفردوسي. يرجع تاريخها إلى عام 614 هـ (1217 م)، أي بعد 200 عام من الانتهاء من القصيدة الملحمية في عام 1010، وهي غير موضحة. تُعد المخطوطة مهمة جدًا، لأنها تحتوي على أشكال قديمة لكلمات كثيرة. اكتشفها الباحث الإيطالي أنجيلو بييمونتيزي في المكتبة المركزية الوطنية في فلورنسا في عام 1978. قبل اكتشاف هذه المخطوطة، كانت مخطوطة لندن تعتبر أقدم مخطوطة باقية (675 هـ، 1276-1277 م). استخدم جلال خالقي مطلق هذه المخطوطة في طبعته من الشاهنامه . ولم تستخدم الطبعات القديمة من الشاهنامه، مثل طبعة موسكو، هذه المخطوطة، لأنها لم تكن قد اكتشفت بعد. المخطوطة غير كاملة، وتحتوي على نصف النص فقط.

## روابط خارجية
- اقرأ على الإنترنت